# Phylloctenium
Phylloctenium, biljni rod iz porodice katalpovki smješten u tribus Coleeae. Sastoji se od dvije vrste manjeg drveća i grmova sa Madagaskara, obje su endemi.. Tipična je Phylloctenium bernieri Baill..

## Opis
Opisan je u  Bulletin Mensuel de la Société Linnéenne de Paris 1: 692. 1887..

## Vrste
1. Phylloctenium bernieri Baill.
2. Phylloctenium decaryanum H.Perrier